# Sinop Futebol Clube
Le Sinop Futebol Clube est un club brésilien de football basé à Sinop dans l'État du Mato Grosso.

## Palmarès
- Championnat du Mato Grosso de football
  - Champion : 1990, 1998, 1999